# Distretto finanziario King Abdullah
Il distretto finanziario King Abdullah (in acronimo:  KAFD, dall'inglese: King Abdullah Financial District) è un distretto finanziario in costruzione a Riad in Arabia Saudita da Rayadah Investment Corporation.

## Descrizione
Nel 2011 era il più grande progetto al mondo in cerca di accreditamento nella bioedilizia.
Bombardier ha poi vinto il contratto da 241 milioni di dollari statunitensi per costruire una monorotaia automatizzata.
Il master plan del progetto è stato progettato dai danesi Henning Larsen Architects. Altri progetti sono stati forniti da W Architecture and Landscape Architecture. L'amministratore delegato dello sviluppo è Waleed Aleisa.